# عصمت هادزيتش
عصمت هادزيتش مواليد 7 يوليو 1954 في توزلا، جمهورية يوغوسلافيا الاشتراكية الاتحادية - الوفاة 14 يوليو 2015 في زغرب، هو لاعب كرة قدم بوسني كان يلعب في مركز الدفاع. وكان أيضًا مدربا في أكاديمية دينامو زغرب.
كان هادزيتش جزءا من تشكيلة دينامو زغرب التي فازت بالدوري اليوغوسلافي الأول 1981–82 وكأس يوغوسلافيا 1982–83.

## البدايات الأولى
في سن 18، ظهر لأول مرة كلاعب كرة قدم مع نادي سلوبودا توزلا في مسقط رأسه. لعب في النادي لمدة سبعة مواسم. في عام 1977 حصل على أفضل مستوى له في الدوري اليوغوسلافي الأول، المركز الثالث الذي منحه الفرصة للمشاركة في كأس الاتحاد الأوروبي 1978، حيث هزم أمام نادي لاس بالماس في الجولة الأولى. لعب هادزيتش مباراة الإياب. في عام 1980 وقع مع دينامو زغرب. مع النادي الكرواتي حصل على ألقابه الأولى: الدوري الأول ليوغوسلافيا في 1982، وكأس يوغوسلافيا في عام 1980 وعام 1983. بعد ست سنوات في النادي، انتقل إلى نادي بريشتينا في كوسوفو، حيث لعب مباراتين فقط قبل أن يتقاعد في نهاية الموسم.

## المسيرة الاحترافية

### أندية لعب لها
| النادي             | الدولة                                  | الموسم      | الظهور | الأهداف |
| ------------------ | --------------------------------------- | ----------- | ------ | ------- |
| نادي سلوبودا توزلا | البوسنة والهرسك                         | 1972 - 1979 | 164    | 5       |
| نادي دينامو زغرب   | كرواتيا                                 | 1980 - 1986 | 115    | 0       |
| نادي بريشتينا      | جمهورية يوغوسلافيا الاشتراكية الاتحادية | 1986 - 1987 | 2      | 0       |

## المنتخب الوطني
لعب عصمت عدة مباريات مع منتخب يوغسلافيا. ظهر لأول مرة في 1 أبريل 1979 في مباراة تأهيلية لكأس أوروبا 1980 ضد قبرص التي انتهت بالفوز 0-3. كما لعب مباراته الثانية والثالثة مع المنتخب اليوغوسلافي في تصفيات كأس الأمم الأوروبية، حققت يوغسلافيا الفوز بنتيجة 2-1 و 3-1 ضد رومانيا النرويج على التوالي. لعب مباراته الأخيرة في 23 أبريل 1983 ضد فرنسا في مباراة ودية انتهت 4-0 لصالح الفريق الفرنسي.

## الإنجازات والتكريم

### الأندية
نادي دينامو زغرب
- الدوري اليوغوسلافي الأول: 1981–82
- كأس يوغوسلافيا: 1982–83

### الدولية
يوغسلافيا
- ألعاب البحر الأبيض المتوسط: 1979

## الوفاة
توفي هادزيتش عن عمر ناهز الحادية والستين في 14 يوليو عام 2015 في زغرب، كرواتيا بعد معركة طويلة مع السرطان. ودفن في مسقط رأسه في توزلا، البوسنة والهرسك في 16 يوليو عام 2015.

## روابط خارجية
- عصمت هادزيتش على موقع قاعدة بيانات كرة القدم.إي يو (الإنجليزية)
- عصمت هادزيتش على موقع ناشيونال فوتبول تيمز (الإنجليزية)
- عصمت هادزيتش على موقع عالم كرة القدم.نت (الإنجليزية)

- ورقة اللاعب في قاعدة بيانات كرة القدم
- ورقة اللاعب في فرق كرة القدم الوطنية